# Храм Николая Чудотворца на Валухе
Храм Николая Чудотворца на Валухе или Никольская церковь — православный храм, находящийся в микрорайоне Прилуки в городе Вологда. Является объектом культурного наследия Российской Федерации.

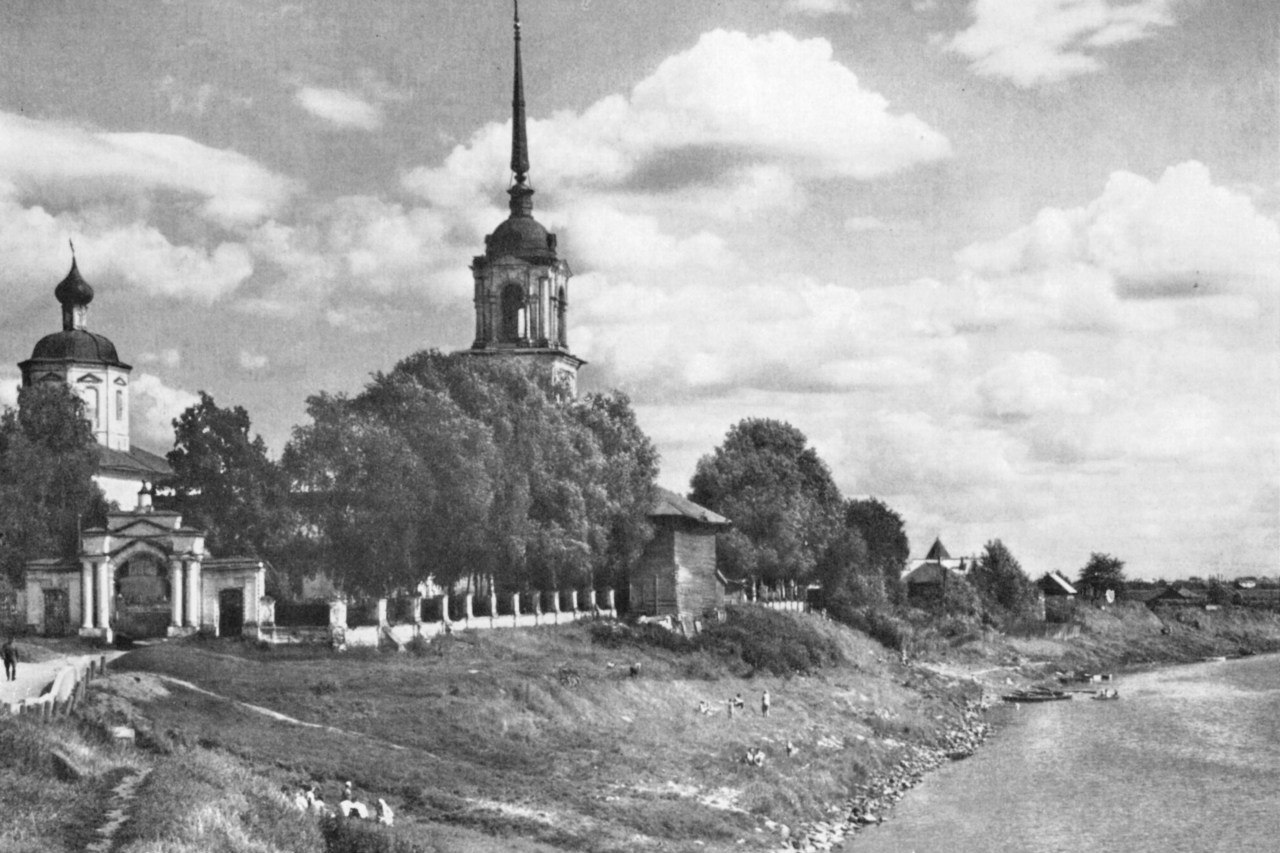
Храм до разрушения

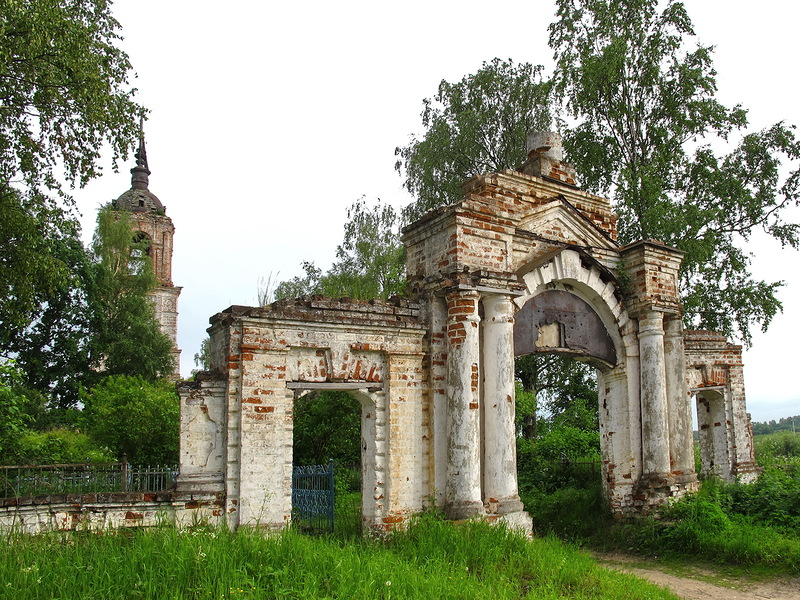
Храм в настоящее время

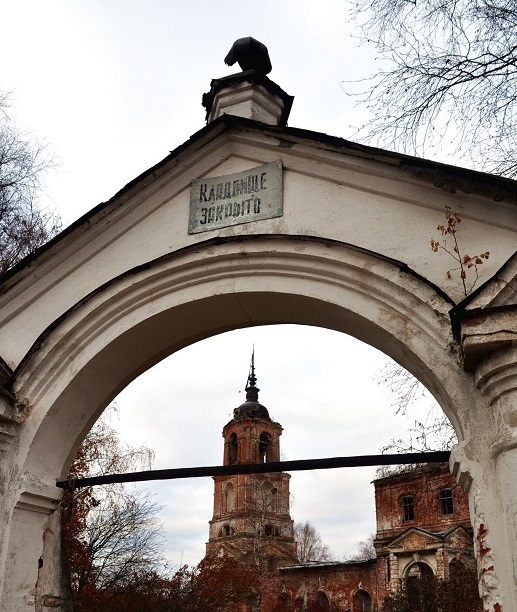
Ворота Никольского кладбища

## История
В XVI—XVII веках на месте церкви находился женский монастырь.
Большую каменную церковь на левом берегу реки Вологды начали сооружать в 1750 году на месте деревянной церкви с тем же названием. Изначально церковь строилась в качестве приходского храма двух богатых монастырских сел: Выпрягово и Коровничье. Строительство храма продолжалось вплоть до середины XIX века. С восточной стороны к нему пристроена высокая двухсветная холодная церковь, освященная в 1755 году.
В тридцатых годах XX века храм был закрыт, разграблен и погублен. Икона «Чудо о Флоре и Лавре» второй половины XVI века была передана в Вологодский музей-заповедник. В дальнейшем церковь использовалась под склад.
Ходили слухи о сектантах, использующих территорию храма для проведения различных ритуалов. Попытки реставрации начались частным лицом в конце XX века, что вызвало большие претензии со стороны игумена Спасо-Прилуцкого монастыря. И только спустя десятки лет было получено благословение на реставрационные работы. Однако дальше обмеров и составления эскизного проекта дело не пошло. Хотя неоднократно инициативная группа проводила субботники, убирали мусор, спиливали со стен и крыши разросшиеся деревья.
Здание осталось без хозяина, лишилось многих архитектурных деталей, рухнула часть крыши трапезной.

## В настоящее время
Сегодня храм Святителя Николая находится в аварийном состоянии. Кровли практически нет, своды и стены стремительно разрушаются под воздействием влаги.
Монахами Спасо-Прилуцкого монастыря (к которому сейчас он причислен) были установлены временные окна и двери и закрыт доступ в храм для посторонних.
В 2016 году был проведен сбор средств на реставрационные работы.

## Никольское кладбище
Людей хоронили на Никольском кладбище вплоть до середины XX века.
Кладбище было закрыто в середине прошлого века.
Большинство могил ухожены и имеют современные надгробия.